# Кам'яниця (вулиця Гребінки, 37)
Кам'яниця — пам'ятка архітектури місцевого значення у Ніжині.

## Історія
Спочатку було внесено до «списку нововиявлених пам'яток архітектури» під назвою «Кам'яниця».
Наказом Міністерства культури і туризму від 21.12.2012 № 1566 надано статус «пам'ятник архітектури місцевого значення» з охоронним № 10024-Чр під назвою «Кам'яниця». Встановлено інформаційну дошку.

## Опис
Будинок збудований наприкінці XVIII століття на Грецькій вулиці.
Одноповерховий, кам'яний, прямокутний у плані, з двосхилим дахом. Фасад розчленовують пілястри, вікна обрамлені лиштвами, вінчає карниз.